# Christian-Ernest de Stolberg-Wernigerode
Le comte Christian-Ernest de Stolberg-Wernigerode, né le 2 avril 1691 au château de Gedern et mort le 25 octobre 1771 au château de Wernigerode, est un aristocrate et homme politique allemand, membre de la maison de Stolberg. De 1710 jusqu'à sa mort, il gouverne le comté de Wernigerode, dans la partie nord des montagnes du Harz, un ancien fief impérial qui s'est retrouvé sous la suprématie directe des souverains de Brandebourg à partir de 1714.

## Biographie
Né à Gedern, Christian-Ernest est le dixième enfant du second mariage du comte (Graf) Louis-Christian de Stolberg-Gedern (1652–1710) avec Christine (1663–1749), fille du duc Gustave-Adolphe de Mecklembourg-Güstrow. Son frére cadet Frédéric-Charles (1693–1767) devint gouverneur de la seigneurie de Gedern.

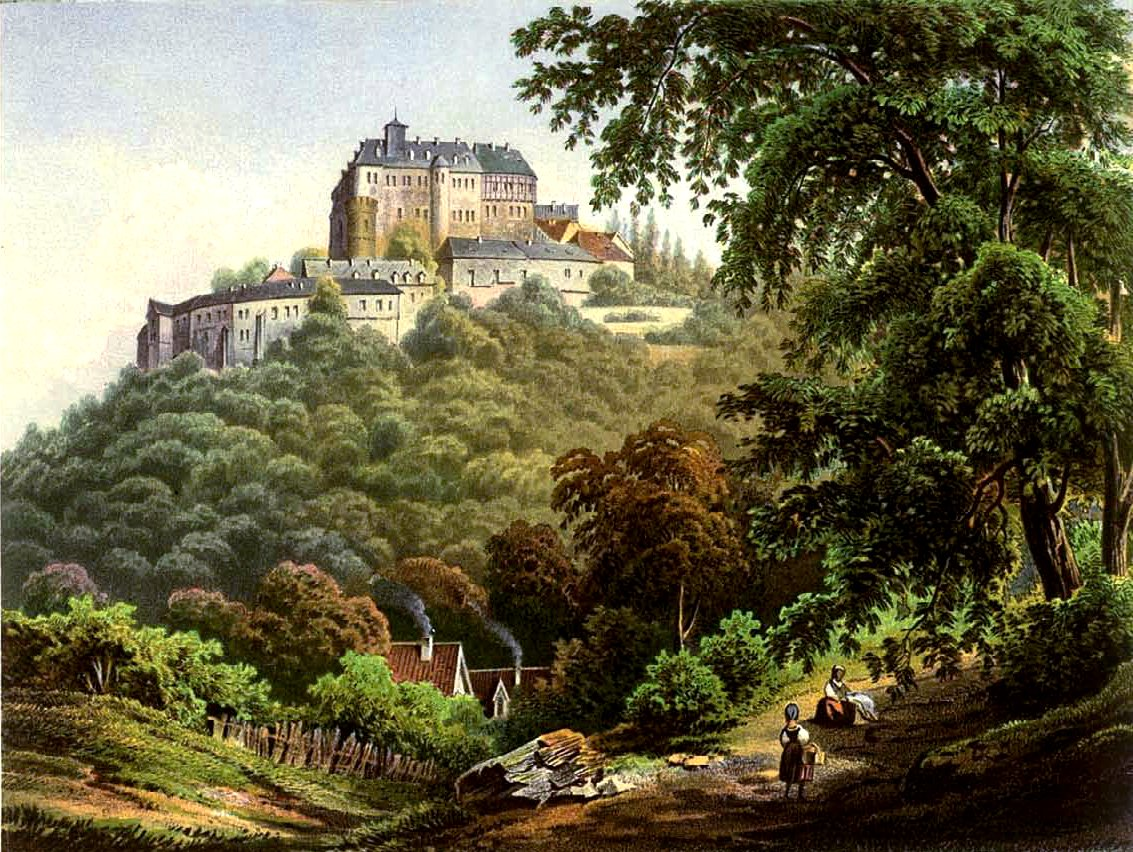
Château de Wernigerode, vers 1860 (collection Alexander Duncker).

Conformément au testament de son père daté du 23 janvier 1699, Christian-Ernest devait hériter du comté de Wernigerode, qui jusque-là est dirigé par son oncle, le comte Ernest de Stolberg-Ilsenbourg. Après la mort de son père en 1710, Christian-Ernest entre en possession de son héritage sous la régence de sa mère et l'appelle lui-même à partir de là, Graf zu Stolberg-Wernigerode. Il déplace la résidence comtale d'Ilsenbourg à Wernigerode, après avoir rénové son château.
En 1714, par un transaction (Rezess), Christian-Ernest est forcé de reconnaître la suprématie de la maison de Hohenzollern, électeurs de Brandebourg et rois de Prusse, sur le comté de Wernigerode.
Le 21 mai 1738, il publie un édit de primogéniture qui limite les droits de succession des descendants mâles et interdits à l'avenir les divisions du comté de Wernigerode. Lorsque son frère Henri-Auguste meurt en 1748, Christian-Ernest hérite la seigneurie de Schwarza en Franconie.
Christian-Ernest est un chevalier de l'Ordre de l'Aigle noir et Ordre de l'Union parfaite. De 1735 à 1745, il sert son cousin du côté de sa mère, le roi Christian VI de Danemark, en tant que conseiller privé (Geheimrat). Néanmoins, de manière à respecter son suzerain prussien, il a refusé la décoration de l'ordre de l'Éléphant. De même, le rang de prince d'Empire (Reichsfürst), accordé par l'empereur Charles VII en 1742, doit se limiter sur la ligne de Stolberg-Gedern de son frère Frédéric-Charles. Le comte a également prêté son concours au « Roi-sergent » Frédéric-Guillaume Ier pour le développement du sixième régiment d'infanterie prussien (les « Géants de Potsdam »).
Sous le règne de Christian-Ernest une grande activité de construction est entreprise dans son comté. Le Lustgarten (« jardin d'agrément ») à Wernigerode est remodelé dans le style français et une orangerie est installée. Il est également responsable de la construction du Wolkenhäuschen (« cabane dans les nuages »), un petit refuge sur le sommet du Brocken, la plus haute montagne du Harz.

## Mariage et descendance
Le 31 mars 1712, Christian-Ernest a épousé Sophie-Charlotte (1695–1762), fille du comte Jean-Antoine de Leiningen-Westerbourg (1655–1698), président de la Chambre impériale, et de son épouse Christine-Louise de Sayn-Wittgenstein (1673–1745). Elle fut une protagoniste active et influente du piétisme dans la région.
Ils ont un fils, Henri-Ernest de Stolberg-Wernigerode (1716–1778), marié d'abord la comtesse Marie-Élisabeth (1717–1747), fille du comte Erdmann II de Promnitz. Il épouse ensuite la princesse Christiane-Anne (1726–1790), fille du prince Auguste-Louis d'Anhalt-Köthen.